# Asyneuma giganteum
Asyneuma giganteum är en klockväxtart som först beskrevs av Pierre Edmond Boissier, och fick sitt nu gällande namn av Joseph Friedrich Nicolaus Bornmüller. Asyneuma giganteum ingår i släktet Asyneuma och familjen klockväxter. IUCN kategoriserar arten globalt som sårbar. Inga underarter finns listade i Catalogue of Life.